# Tony Ward

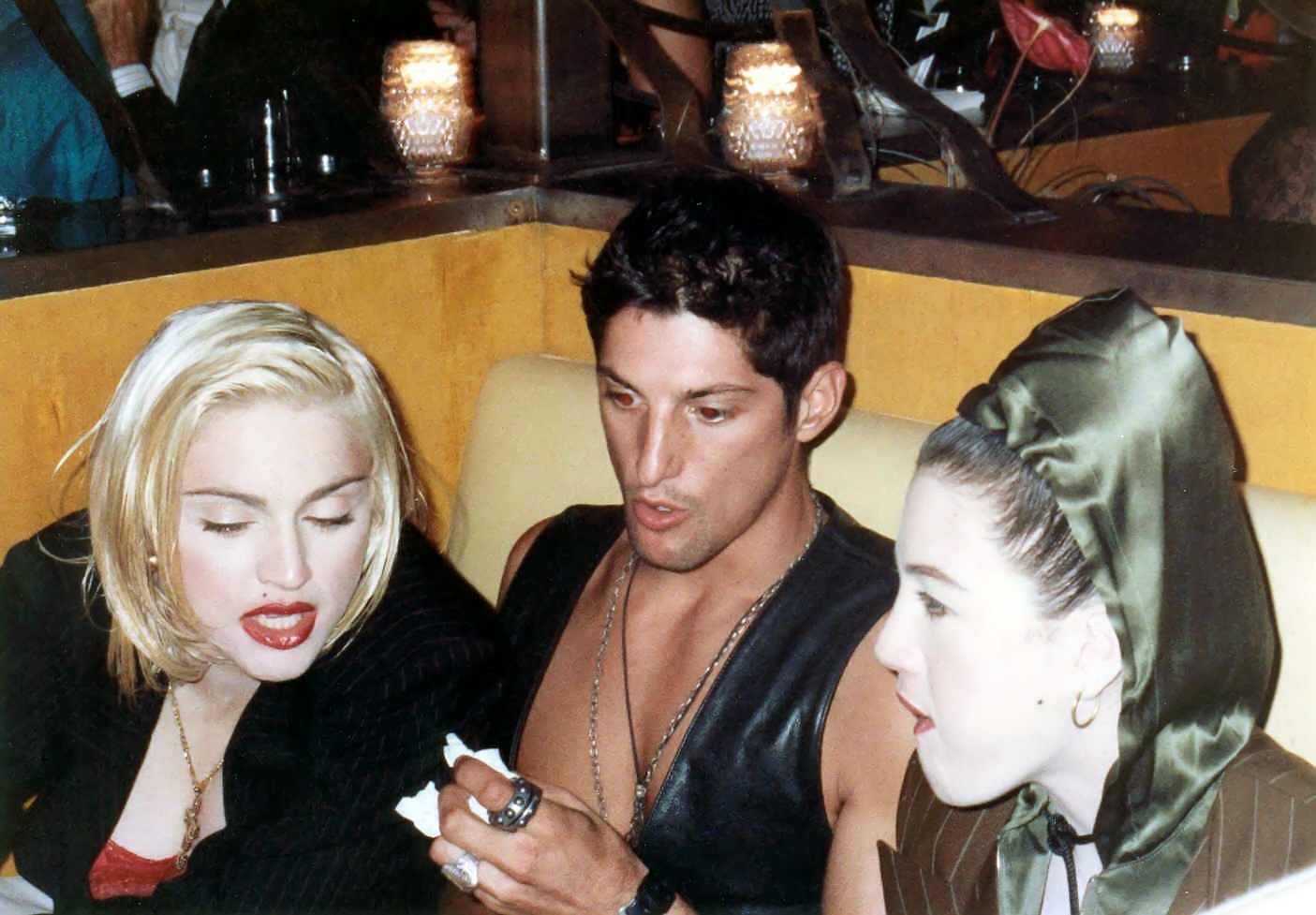
Tony Ward (centro), con Madonna en 1990.

Anthony Borden Ward, conocido como Tony Ward (nacido el 10 de junio de 1963 en Los Ángeles, Estados Unidos de América) es un modelo, actor, pintor y fotógrafo estadounidense. Buena parte de su fama se debe a su participación en vídeos musicales y fotografías de la cantante Madonna.

## Carrera
Ward nació en Los Ángeles, California. Era hijo de Robert Borden Ward, de Kansas, y Karen Elizabeth Castro, que se crio en una granja al norte de California. Tony creció en Santa Cruz, California.
Ward comenzó su carrera de modelo en 1983 y alcanzó fama internacional con las campañas de ropa interior de Calvin Klein fotografiadas por Herb Ritts. Más adelante posó para importantes fotógrafos como Karl Lagerfeld, Steven Klein, Steven Meisel y Terry Richardson. Fue imagen de diferentes casas, tales como Roberto Cavalli, Chanel, Dolce & Gabbana, Diésel, Fendi, H&M y Hugo Boss. Parte de su éxito se explica por su belleza peculiar, de físico musculado y nariz prominente, aunque debido a su estatura media (1,78 m.) Ward no era idóneo para desfiles de pasarela y se especializó como modelo fotográfico. Se cuenta que a raíz de su relación con Madonna, sus contrataciones para desfiles aumentaron, aunque resultaba un tanto bajo comparado con sus compañeros. 

### Relación con Madonna
Ward estuvo unido sentimentalmente a Madonna al principio de la década de 1990, cuando ella protagonizaba la etapa más sexual y atrevida de su carrera. Ward participó en algunos videos musicales de estos años, destacando los polémicos Justify My Love y Erotica, así como también en el controvertido libro Sex en 1992.

### Hustler White
La fama proporcionada por Madonna no refrenó su carácter atrevido, y en 1996 Ward protagonizó la atrevida película Hustler White de Bruce LaBruce, con escenas de pornografía gay y toques de humor gore (ver escena de atropello). LaBruce afirmó de Ward que era «una de las pocas personas realmente bisexuales que conozco».Por esta misma época participó como modelo de la cantante Belinda Carlise en su sencillo " I Get Weak" , el cual ha sido uno de sus mayores éxitos.

### Vida privada
Tony Ward está casado con Shinobu Sato Ward, con quien ha tenido tres hijos: Tora (Tiger) Dali, Lilli Tatsu (Dragon) y Ruby Love.